# Drei Walzer (Operette)
Drei Walzer ist eine singspielartige Operette in drei Teilen (zwölf Bildern) von Oscar Straus. Für den ersten Teil hat der Komponist Musik von Johann Strauss (Vater) und für den zweiten Teil Melodien von Johann Strauss (Sohn) verwendet. Der dritte Teil ist dann eine originale Komposition von Oscar Straus. Das Libretto stammt von Paul Knepler und Armin Robinson. Uraufführung war am 5. Oktober 1935 in Zürich.

## Handlung

### Erster Teil (Wien 1865)
Fanny Pichler ist der Star des Balletts am Kärntnertortheater in Wien. Heute kommt sie zu spät zur Probe und zieht deshalb den Zorn des Ballettmeisters auf sich. Dank ihres Charmes weiß sie ihn jedoch zu beschwichtigen. Während der Pause wird sie vom Theateragenten Johann Brunner bedrängt, endlich das Engagement nach Paris anzunehmen und den vorbereiteten Vertrag zu unterschreiben. Fanny aber will lieber in Wien bleiben, weil hier ihr Verlobter, der Oberleutnant Graf Rudolf von Schwarzenegg, bei den Ulanen stationiert ist. Rudis noble Verwandtschaft aber betrachtet die Liaison zwischen einem Adligen und einer Bürgerlichen, noch dazu eine vom Theater, mit Argwohn. Aber alle Überredungskunst, Rudi von seinen Heiratsplänen abzubringen, sind zum Scheitern verurteilt. Der Verliebte nimmt sogar in Kauf, um Fannys willen seine militärische Karriere aufzugeben.
Eines Tages besucht Rudi seine Verlobte in deren Wohnung. Plötzlich vernehmen die beiden, wie das Ulanenregiment zu militärischen Klängen auf der Straße vorbeizieht. Fanny spürt sofort an Rudis Reaktion, dass er leidenschaftlich gerne Soldat ist und ihr eine Verbindung mit ihm langfristig nur Unglück brächte. Jetzt will sie seiner Karriere bei den Ulanen nicht mehr im Wege stehen. Sie entschließt sich, dem Ruf an die Pariser Oper zu folgen.

### Zweiter Teil (Wien 1900)
Kaum ist im Theater an der Wien bei der neuen Operettenpremiere der letzte Vorhang gefallen, da wird die Hauptdarstellerin Charlotte Pichler hinter der Bühne von ihren Fans begeistert empfangen. Einer ihrer Bewunderer ist Otto von Schwarzenegg, über dessen Vater sie von ihrer Mutter schon viel gehört hat. Für beide scheint es Liebe auf den ersten Blick zu sein. Charlotte braucht sich deshalb nicht lange überreden zu lassen, den Grafen zu einer Premierennachfeier im Hause des Barons Liebinger zu begleiten. Mit dessen Gattin hat Otto seit Kurzem ein Verhältnis, und dieses gedenkt er nun zu beenden. Im Laufe des Abends merkt die Baronin, dass ihr Liebhaber eine neue Flamme hat, und macht ihm eine Szene. Daraufhin verlässt Otto mit Charlotte heimlich die Feier. Sie wollen den Tag in einem Separee im Hotel Sacher ausklingen lassen, wo Otto Stammgast ist und schon manch schöne Stunde mit einer seiner Herzensdamen verbracht hat.
Tags darauf dringt unerwartet die Baronin Liebinger in Charlottes Theatergarderobe und schwärzt ihren Verflossenen an, ein stadtbekannter Casanova zu sein, der es glänzend verstehe, allen schönen Damen den Kopf zu verdrehen. Jeder versichere er, sie sei seine Einzige!
Von Charlotte zur Rede gestellt, räumt Otto ein paar seiner Schwächen ein, betont aber, dass damit nun Schluss sei; denn sie, Charlotte, sei nun die Einzige, der sein Herz gehöre. Jetzt merkt Charlotte, dass die Baronin recht hatte, und gibt Otto den Laufpass.

### Dritter Teil (Wien 1935)
Das Leben der legendären Tänzerin Fanny Pichler soll – mit ihrer Enkelin Franzi Jensen-Pichler in der Hauptrolle – verfilmt werden. Dazu hat der inzwischen hochbetagte einstige Theateragent und spätere Impresario Johann Brunner das Drehbuch verfasst. Er ist der einzige noch lebende Zeitzeuge, der die Protagonistin persönlich gekannt hat. Gerade soll die erste Szene gedreht werden, da platzt die Nachricht herein, der Schauspieler, der den Rudi von Schwarzenegg verkörpern sollte, habe seine Rolle zurückgegeben. Doch  es kommt noch schlimmer: Rudis Enkel Ferdinand hat Wind von den Filmarbeiten bekommen. Erbost spricht er beim Produzenten Lindtheim vor und verbittet sich, den Namen derer „von Schwarzenegg“ in dem Film zu nennen. Sein theatralisches Auftreten bringt Lindtheim auf die Idee, ihn gegen eine gute Gage mit der verwaisten Rolle zu besetzen. Weil die einst so stolze Familie von Schwarzenegg inzwischen zum verarmten Adel gehört, sagt Ferdinand nach anfänglichem Zögern gerne zu.
Franzi will sich zunächst nicht mit dem Gedanken anfreunden, einen von Schwarzenegg als Partner zu haben. Zu sehr erinnert sie sich daran, wie dessen Vorfahren ihrer Mutter und ihrer Oma Leid zugefügt hatten. Es dauert aber nicht lange, und die beiden verstehen sich prächtig.
Bei der Premiere des Films stellt Brunner entsetzt fest, dass bei der Ausführung des Films sein Drehbuch teilweise gewaltsam verändert worden ist. Wo er sich an der historischen Wahrheit orientiert hatte, haben die Leute vom Film den Streifen mit einem Happy End garniert, weil sie sich davon mehr Zuschauer und somit auch höhere Einnahmen versprechen. Als er aber sieht, wie sich nach dem Abspann die beiden Hauptdarsteller glücklich in den Armen liegen, ist er mit sich und der Welt wieder versöhnt.

## Musik
Jeder der drei Teile enthält – getreu dem Titel der Operette – einen groß angelegten Walzer als musikalischen Höhepunkt: Wien ist ein Liebeslied, gesungen von Fanny und Rudi, Ich liebe das Leben, den Figuren Charlotte und Otto in den Mund gelegt, und schließlich noch den gefühlvollen Titel Man sagt sich beim Abschied Adieu für das Paar Franzi und Ferdinand.

## Verfilmung
Die Operette wurde 1938 von der französischen Produktionsgesellschaft Sofror unter dem Titel Les trois valses verfilmt. Unter der Regie von Ludwig Berger spielten Yvonne Printemps, Pierre Fresnay, Henri Guisol, Jean Perier und France Ellys die Hauptrollen. Im deutschsprachigen Raum kam der Film erstmals am 16. Februar 1951 in einer synchronisierten Fassung unter dem Titel Drei Walzer in die Kinos. Das Lexikon des internationalen Films urteilt: „Drei Liebesgeschichten in drei Generationen. 1867 verzichtet eine junge Frau auf den Geliebten, um dessen Karriere nicht zu gefährden; 1900 scheitert die Liebe ihrer Tochter, weil diese ihre Bühnenlaufbahn nicht aufgeben will; und erst 1939 findet die Enkelin den Mann des Lebens in einem Nachkommen jener Familie, aus der die Liebhaber von Mutter und Großmutter stammten. Zwischen Romantik und leiser Ironie angesiedelter Film, mit dem Ludwig Berger [...] nach seiner Emigration aus Deutschland seine Vorstellungen des Musikfilms weiterentwickelte.“